# Winand
Winand, Wignand – imię męskie pochodzenia germańskiego, złożone z członów wig – "walka, wojna", i -nand – "dzielny, odważny", które mogło oznaczać "odważny wojownik" (por. Wigbert, Ferdynand). 
Patronem tego imienia jest św. Winand, ksiądz z Maastricht, zm. ok. 1233 roku.
Winand imieniny obchodzi 1 lutego.
Znane osoby noszące imię Winand:
- Winand Osiński – polski lekkoatleta, maratończyk

Żeński odpowiednik: Winanda